# Kussakinella spinosum
Kussakinella spinosum là một loài chân đều trong họ Paramunnidae. Loài này được Kussakin miêu tả khoa học năm 1982.